# 邢居實
邢居實（1069年—1087年），字惇夫，一作敦夫。鄭州陽武（今河南鄭州）人。北宋诗人。
邢恕之子。幼年被稱神童，八岁作《明妃引》，末句有“安得壯士霍嫖姚，縛取呼韓作編戶？”之語，傳誦一時。十六、七歲即以文章驰名，與蘇軾、黄庭堅、張耒、秦觀、晁補之等人爲忘年交。宋哲宗元祐二年卒，年僅二十歲。著有《呻吟集》，已佚。